# Rosana Bertone
Rosana Andrea Bertone (San Salvador, 9 de maio de 1972), é uma política argentina, sendo a atual governadora da Província de Tierra del Fuego, desde 10 de dezembro de 2015.
Bertone qualificou-se como advogada em 1995, pela Faculdade de Direito e Ciências Sociais da Universidade Nacional do Litoral. Em 2001, foi eleita para a Câmara dos Deputados da Argentina por Tierra del Fuego, sendo reeleita em 2005 e 2009. Em 2010, causou polêmica quando opôs-se aos planos de seu partido para introduzir o casamento entre pessoas do mesmo sexo.
Bertone concorreu à Governadora de Tierra del Fuego na eleição de 2011, mas perdeu para a governadora Fabiana Ríos. Após a conclusão de seu terceiro mandato como deputada em 2013, Bertone foi eleita para o Senado Argentino por Tierra del Fuego. Em 2015, correu novamente à Governadora, ganhando 42.26 por cento dos votos no primeiro turno, no dia 21 de junho. Em 28 de junho, derrotou seu oponente, Federico Sciurano, com mais de 50% dos votos.